# 涂棐
塗棐（？—1476年），江西承宣布政使司南昌府豐城縣人，明朝官員、進士出身。

## 生平
天順四年，登進士，授監察御史。成化年間曾請求減少中官參與朝政，沒有得到憲宗批准，后官至廣東按察使副使。